# Observatori d'ocells

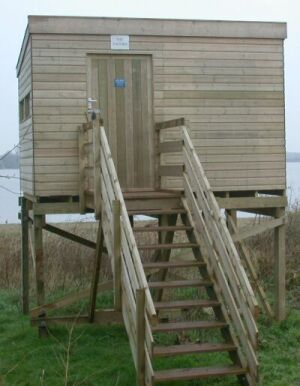
Un aguait a Staffordshire, Anglaterra

Un aguait o observatori d'ocells és un refugi, sovint camuflat, que s'utilitza per observar de prop la vida salvatge, especialment els ocells. Tot i que inicialment aquests refugis es construïen per ajudar la caça, actualment són emprats habitualment en parcs i zones humides per ornitòlegs, observadors d'ocells i altres aficionats a la natura que no volen molestar la vida salvatge mentre l'observen.
Una aguait típic s'assembla a un cobert, amb petites obertures, contrafinestres o finestres construïdes en almenys un costat per permetre l'observació.

## Variants
A més dels observatoris tancats fixes, hi ha altres vaiants:
- torres d'observació, que tenen diversos pisos i permeten observacions a gran distància sobre àrees extenses.
- miradors d'ocells, que són simples mampares semblants a una paret d'un aguait típic.
- machans, plataformes cobertes erigides per observar ocells i la vida salvatge als arbres alts o als penya-segats, especialment a l'Índia on originalment eren utilitzades pels caçadors de tigres.[1]
- observatoris portàtils, estructures semblants a tendes de campanya fetes de tela disposades sobre un marc, sovint utilitzades pels fotògrafs.[2]

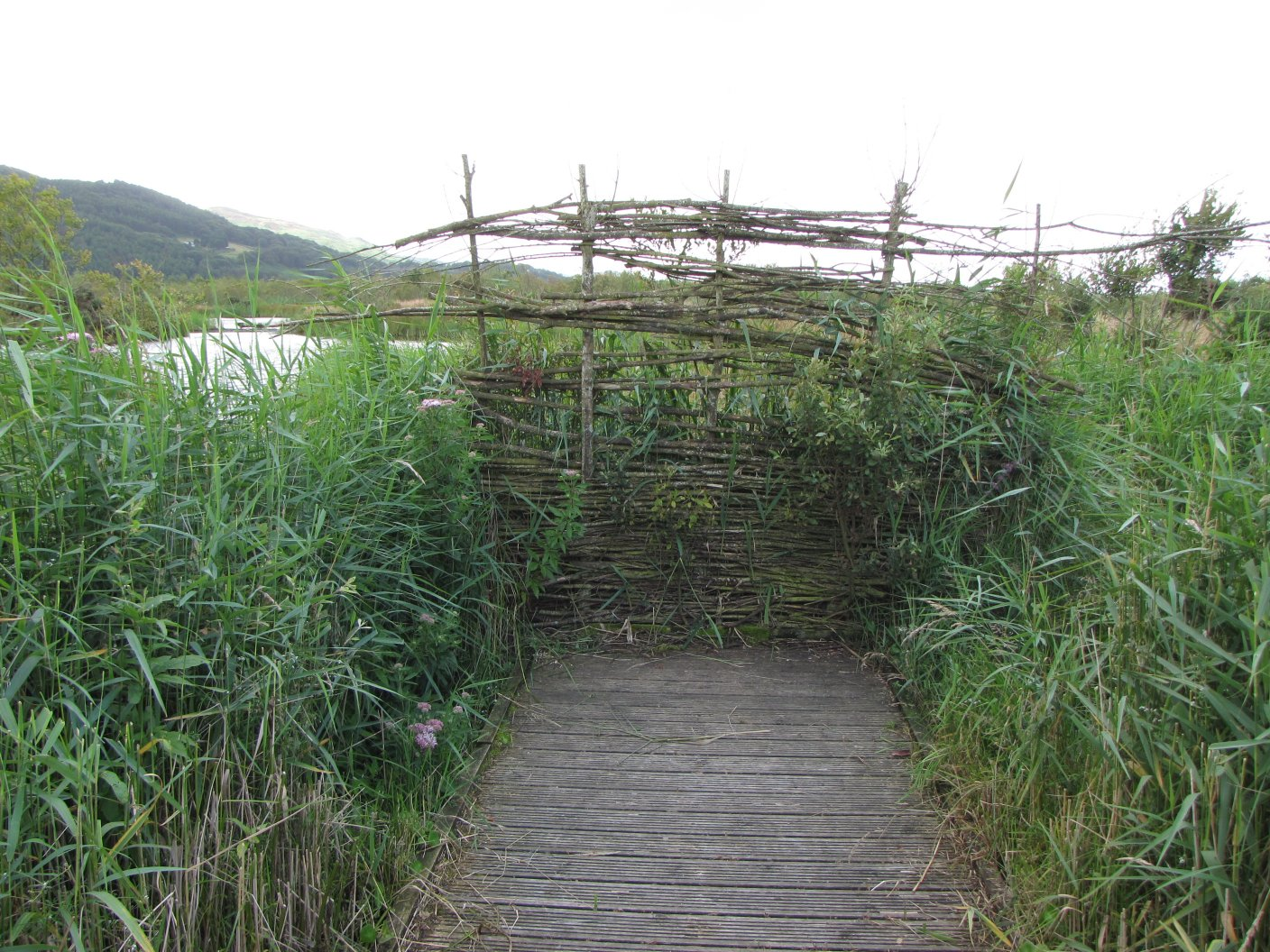
Mirador a Gal·les
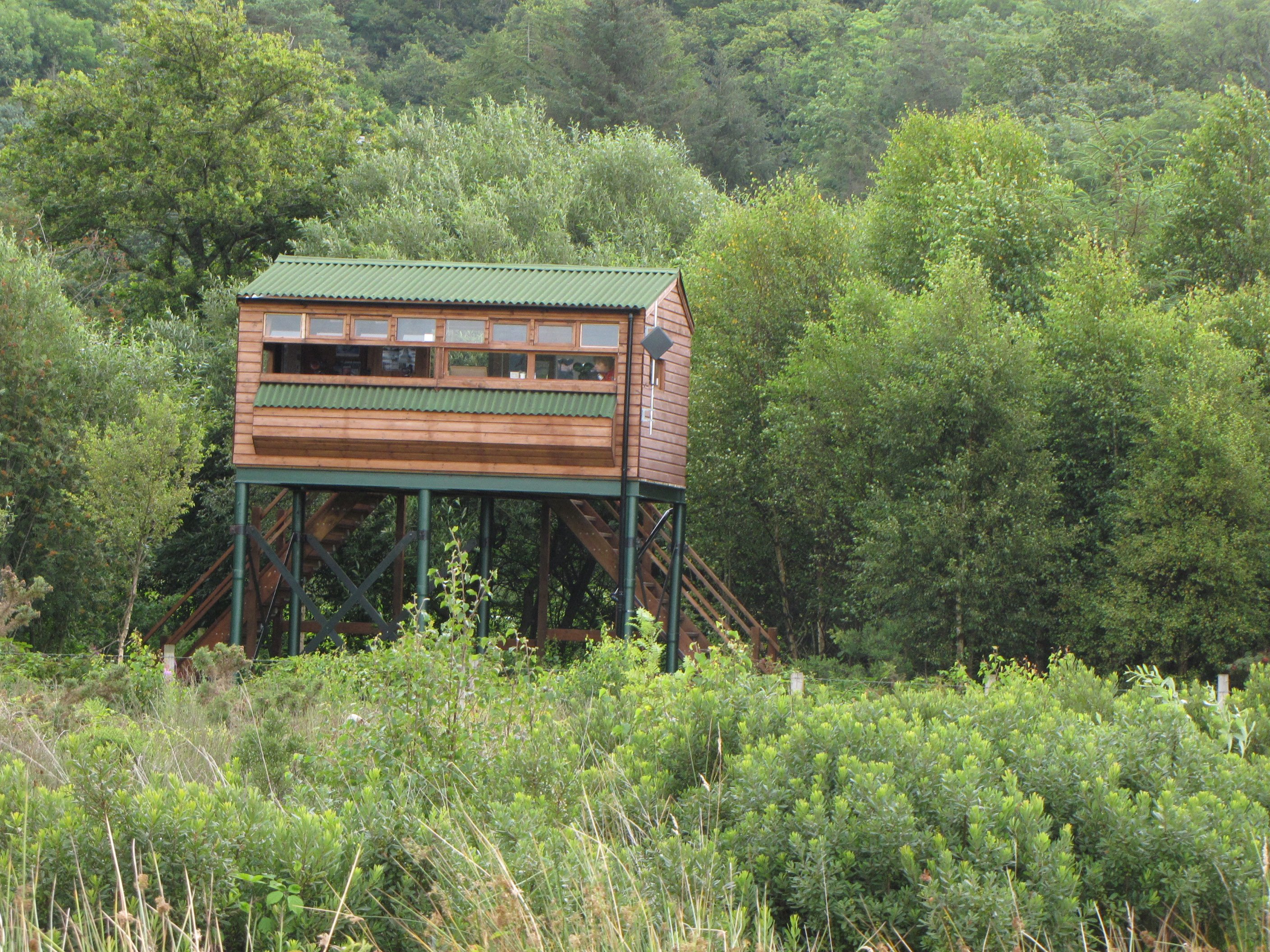
Aguait a Gal·les
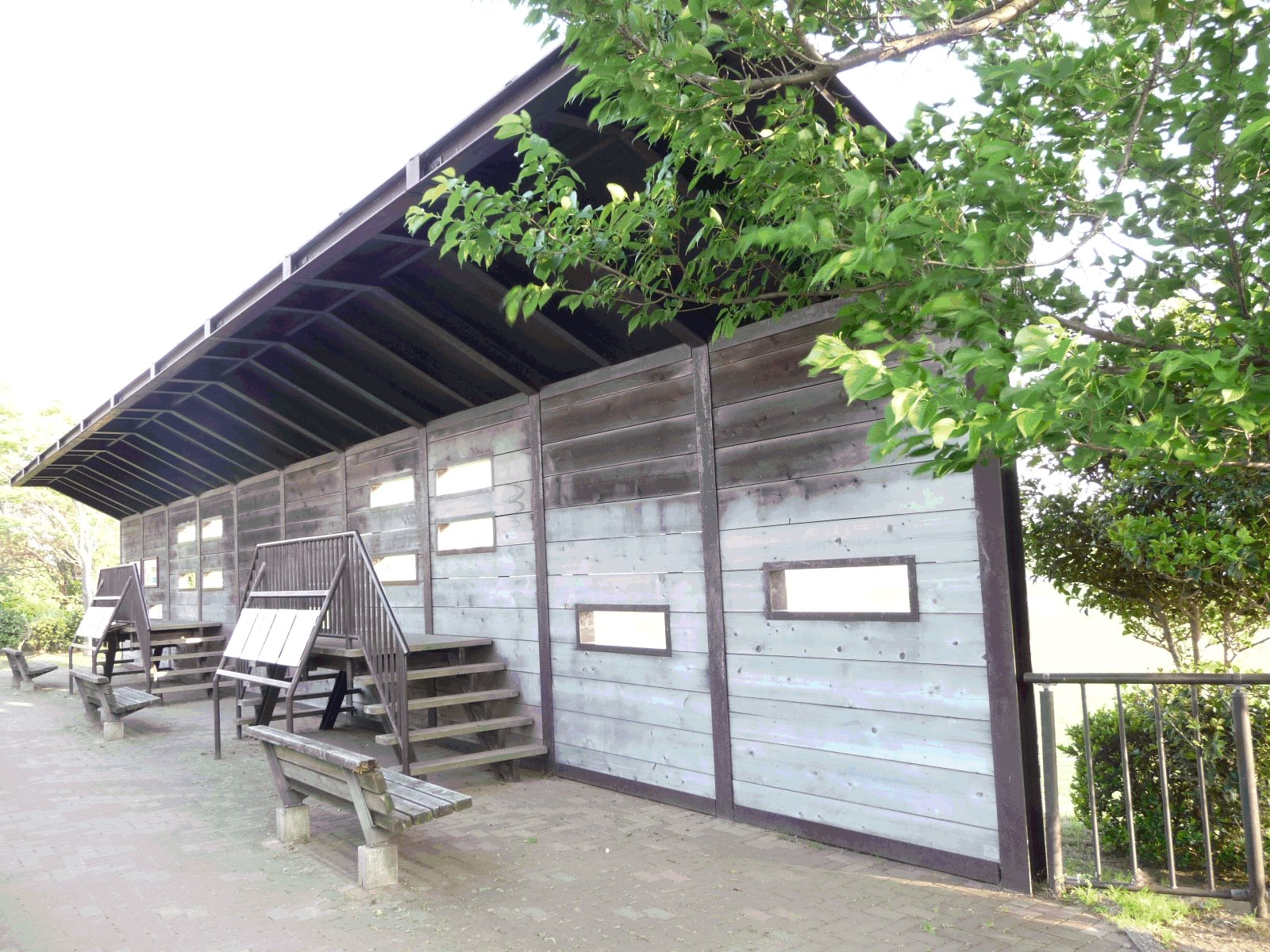
Mirador cobert al Japó
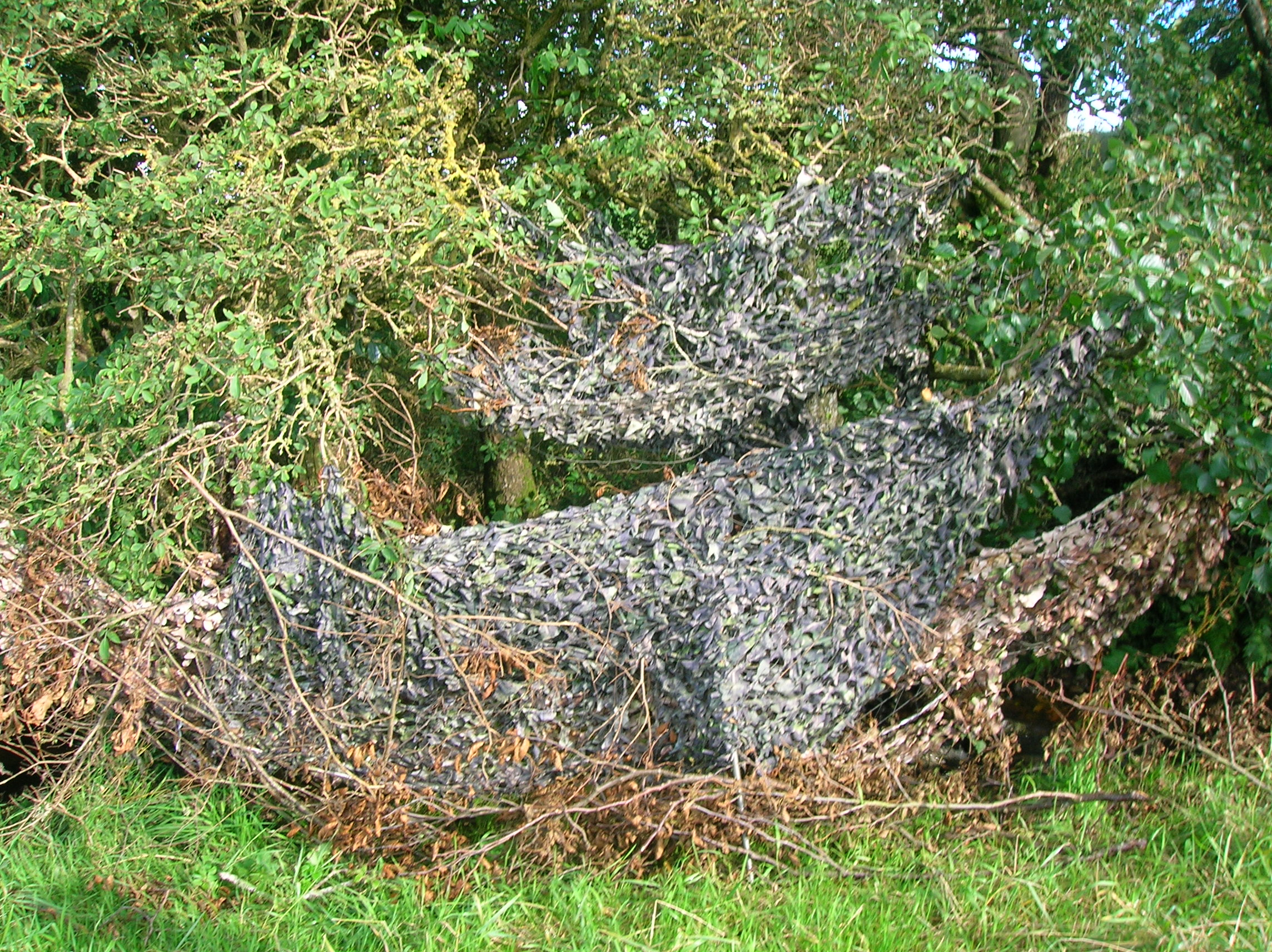
Xarxa de camuflatge a Escòcia
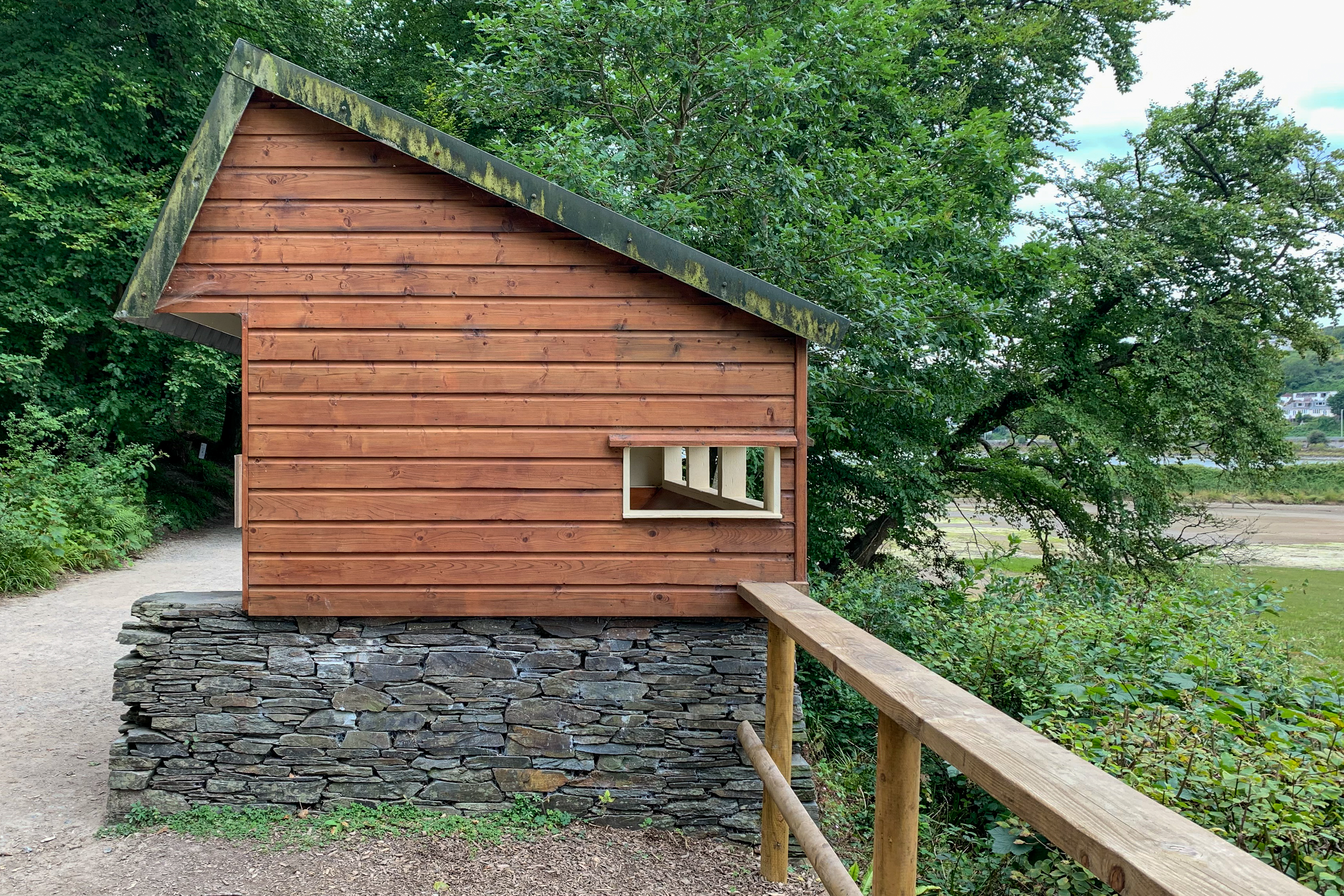
Aguait a Anglaterra